# Anelosimus dubiosus
Anelosimus dubiosus là một loài nhện trong họ Theridiidae.
Loài này thuộc chi Anelosimus. Anelosimus dubiosus được Eugen von Keyserling miêu tả năm 1891.